# Caecum circumvolutum
Caecum circumvolutum là một loài ốc biển nhỏ, là động vật thân mềm chân bụng sống ở biển trong họ Caecidae.

## Miêu tả
Độ dài vỏ lớn nhất ghi nhận được là 3.3 mm.

## Môi trường sống
Độ sâu nhỏ nhất ghi nhận được là 1.5 m. Độ sâu lớn nhất ghi nhận được là 40 m.